# X quang ngực
X quang ngực là phương pháp chẩn đoán hình ảnh dùng để đánh giá tình trạng của ngực, các thành phần của nó và các cấu trúc lân cận. X quang ngực là phim được chụp nhiều nhất trong y khoa. 
Giống như những phương pháp chụp X quang khác, X quang ngực dùng  tia phóng xạ tạo thành tia X từ đó chụp được hình ảnh ngực. Liều phóng xạ trung bình cho người lớn là khoảng 0.02 mSv (2 mrem) cho một phim ngực thẳng (PA hay posterior-anterior) và 0.08 mSv (8 mrem) cho phim chụp nghiên (LL hay latero-lateral). 

## Chỉ định

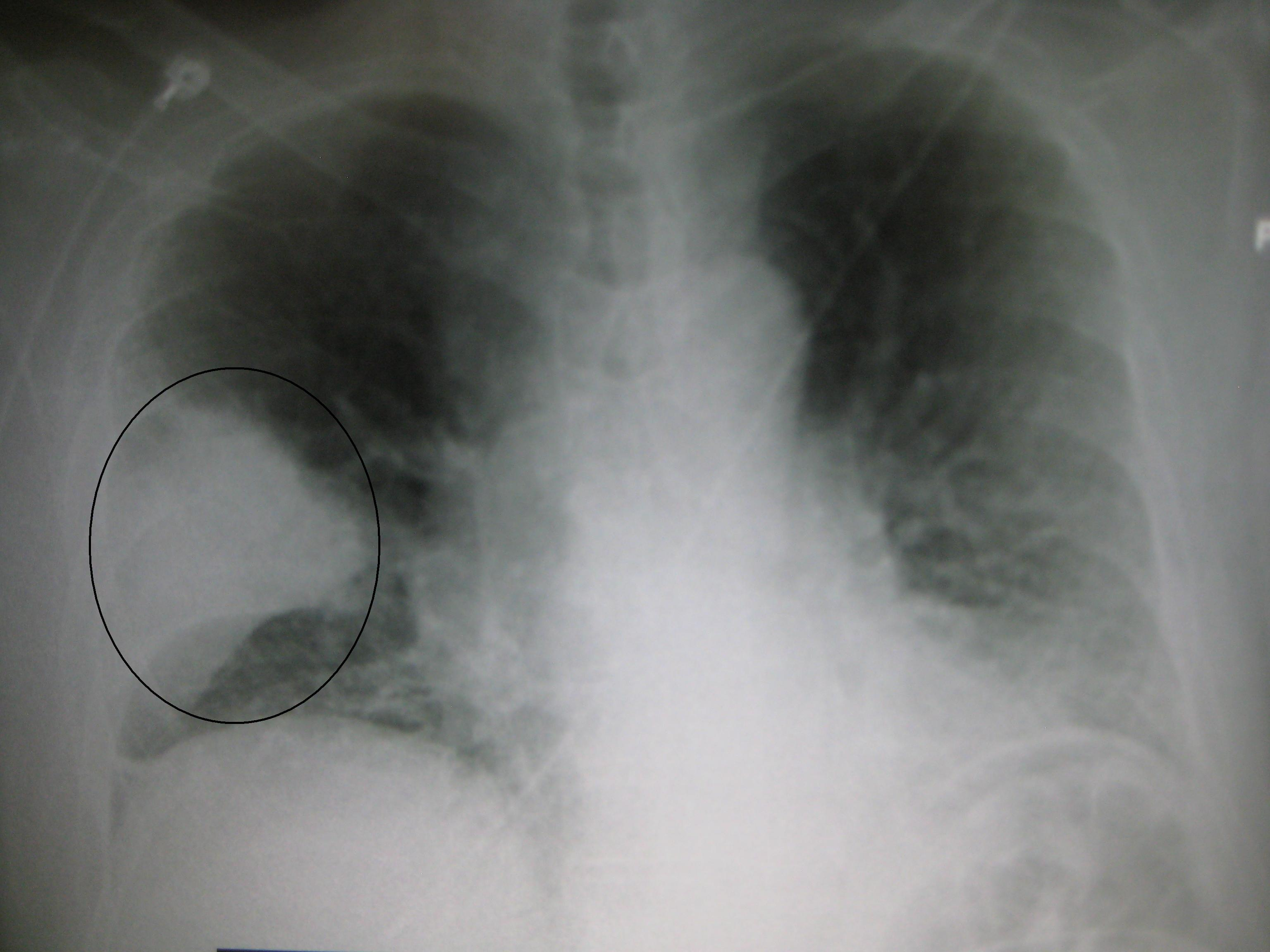
Phim X quang cho thấy một vùng hình nêm rất rõ trong trường phổi trái đặc trưng cho viêm phổi thùy cấp tính.

Các bệnh lý thường gặp trên phim X quang ngực:
- Viêm phổi
- Tràn khí màng phổi
- Bệnh phổi kẽ
- Suy tim
- Gãy xương
- Thoát vị hoành

Có thể đọc các vùng phim X quang ngực theo thứ tự chữ cái đầu tên tiếng Anh của chúng:
- Airways - Đường thở, bao gồm cả đậm rốn phổi
- Breast shadows - bóng vú
- Bones - xương, ví dụ gãy xương sườn và tổn thương hủy xương
- Cardiac silhouette - bóng tim, xác định tim to
- Costophrenic angles - góc sườn hoành, bao gồm tràn dịch màng phổi
- Diaphragm - cơ hoành,ví dụ: dấu hiệu khí tự do (liềm hơi) cho thấy có thủng tạng rỗng trong ổ bụng
- Edges - đỉnh phổi, ví dụ: xơ hóa đỉnh phổi, tràn khí màng phổi, dày mảng phổi, mảng xơ màng phổi
- Extrathoracic tissues - mô ngoài thành ngực
- Fields  - trường phổi(nhu mô phổi),tìm dấu hiệu của tràn dịch phế nang.
- Failure, e.g. bệnh lý phế nang tăng sinh mạch có hoặc không có tràn dịch màng phổi

## Hướng chụp

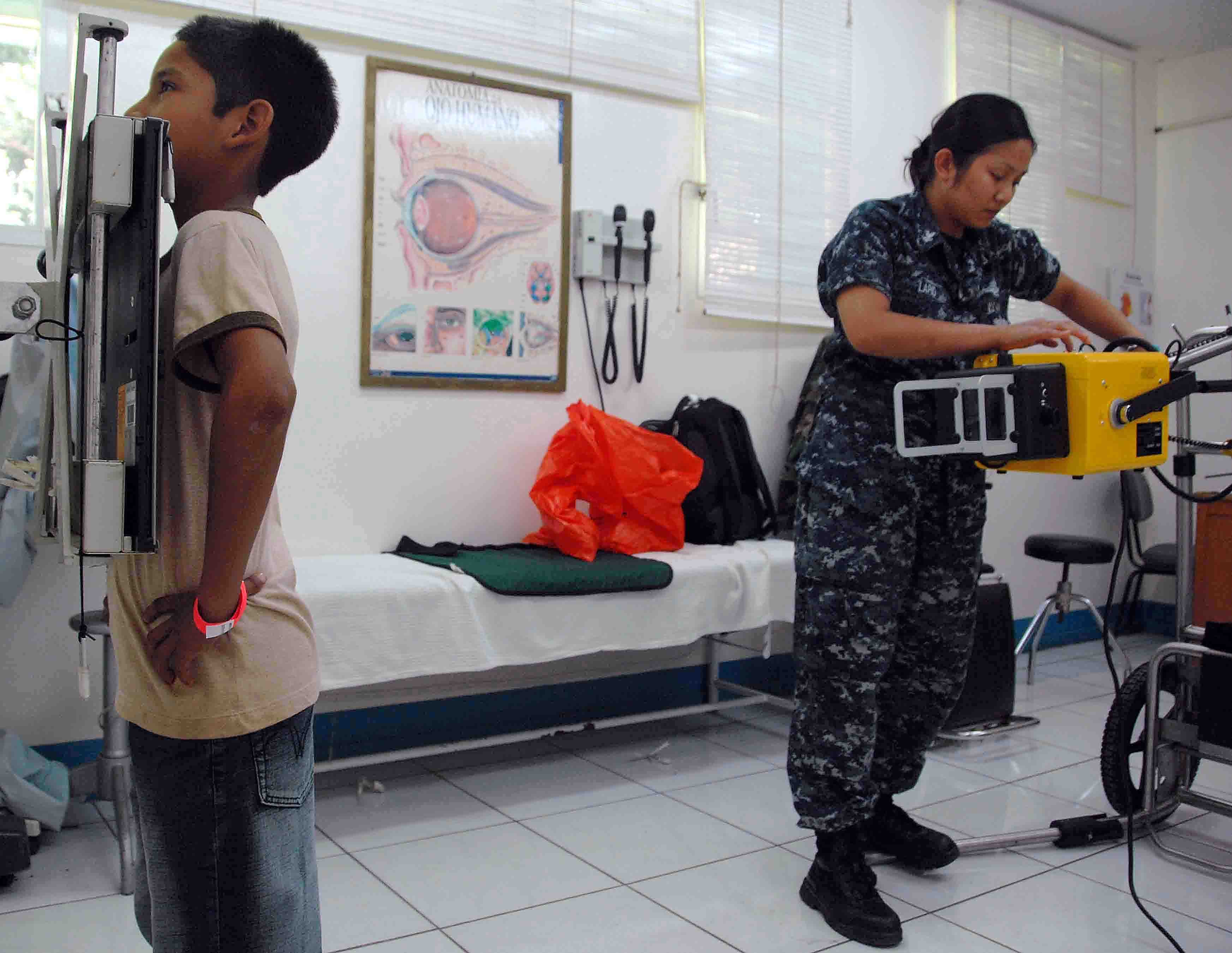
Tư thế chụp X quang ngực thẳng

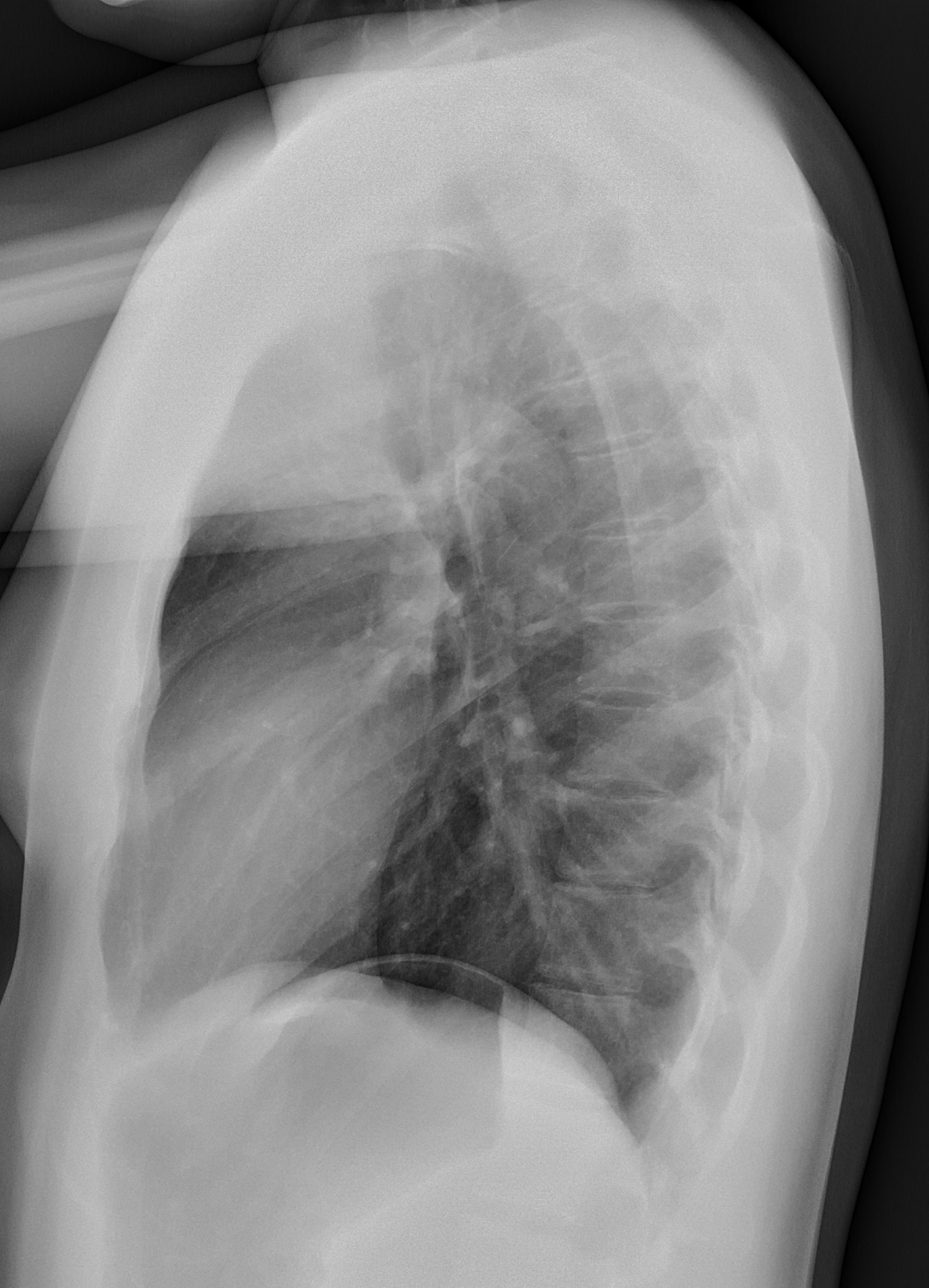
Phim X quang ngực nghiêng bình thường

## Mốc giải phẫu

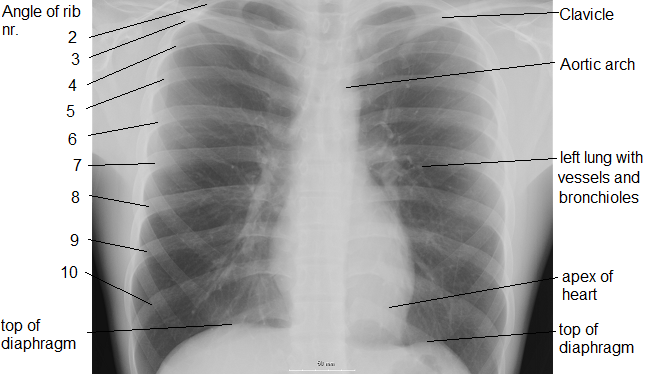
Phim X quang ngực thẳng đánh dấu các cung xương sườn và một số mốc khác.

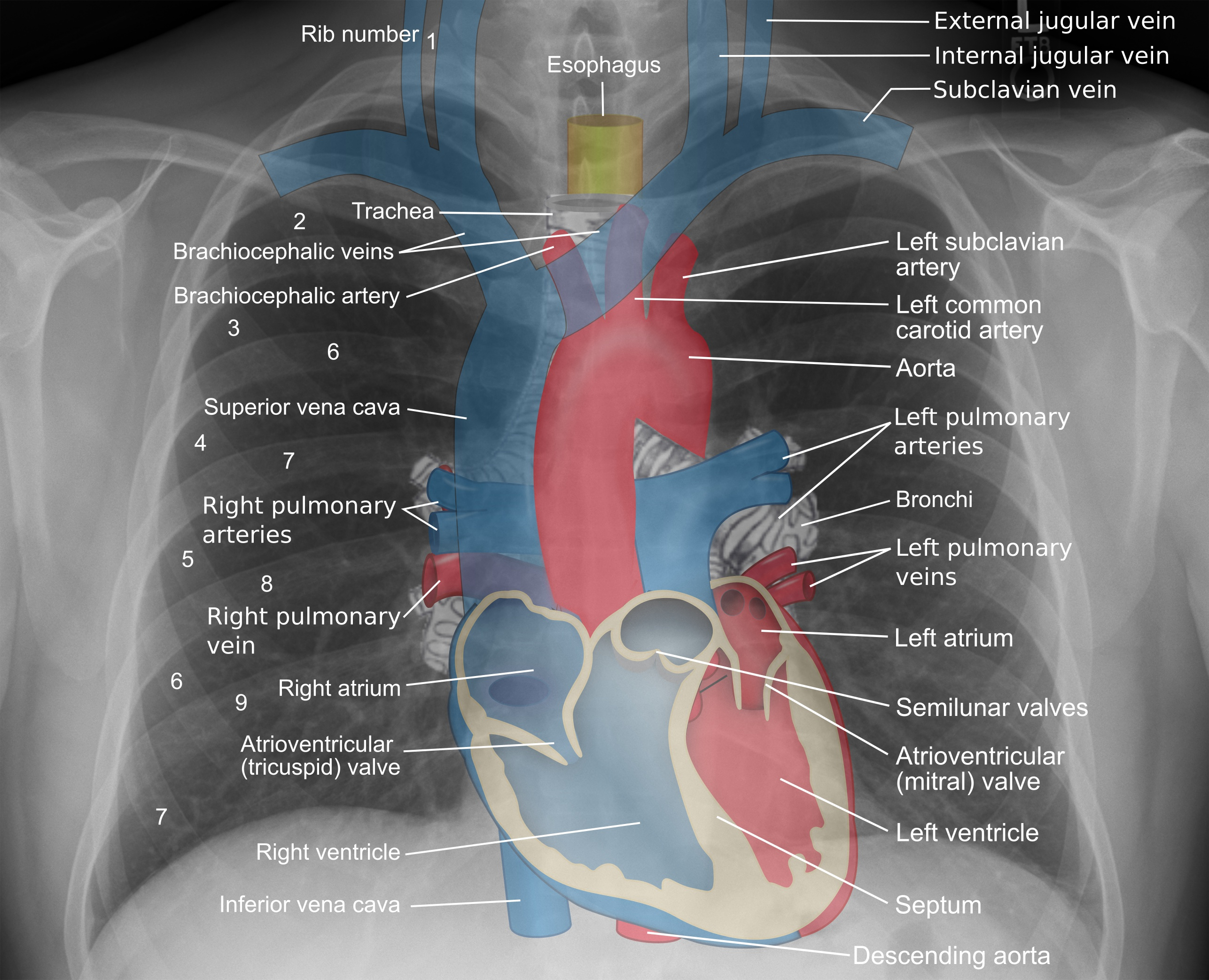
Cấu trúc của trung thất trong phim X quang ngực thẳng.

Bình thường cơ hoành thường nằm giữa cung trước xương sườn 5 đến 7 tại đường giữa đườn, và cung sau xương sườn 7 đến 10. Trường hợp quan sát được nhiều xương sườn có thể xuất hiện trong tăng thông khí ở bệnh phổi tắc nghẽn hoặc hít vào quá mức. Giảm thông khí có thể xảy ra ở bệnh phổi hạn chế, tràn dịch màng phổi hoặc xẹp phổi. Tăng thông khí có thể gây các dấu hiệu như bệnh phổi kẽ. Tăng kích thước của động mạch phổi xuống phải có thể phản ánh giản tiếp tình trạng tăng áp động mạch phổi, với tăng trên 16mm ở nam và trên 15mm ở nữ.
Tia phù hợp với phim có thể được xác định bằng nhìn mờ cột sống và ranh giới phổi sau tim. Cơ hoành phải thường cao hơn trái do gan. Khe ngang đôi khi có thể quan sát thấy dưới dạng một đường nằm ngang ngang mức xương sườn 5 - 6. Thay đổi góc carina có thể nghi ngờ có khối u hoặc bệnh lý ở trung thất giữa hoặc phì đại nhĩ trái. Góc bình thường của carina là 60 độ. Đánh giá đường cạnh khí quản phải giúp nhận biết các bệnh lý ở trung thất sau, đặc biệt là cột sống và các mô mềm cạnh cột sống; kích thước của nó thường nhỏ hơn hoặc bằng 3mm. Đường cạnh khí quảntrái thay đổi hơn, thường quan sát được ở khoảng 25% bệnh nhân.
Xác định vị trí tổn thương hoặc nhiễm trùng có thể khá khó khăn trong phim x quang ngực nhưng có thể dựa vào dấu hiệu bóng mờ và dấu hiệu che lấp rốn phổi. Nếu mờ  một bên cơ hoành thì có thể tổn thương liên quan đến thùy dưới. Nếu bờ phải tim mờ, có thể có bệnh lý ở thùy giữa hoặc biến dạng ngực lõm lòng thuyền. Nếu mờ bờ trái tim thì có thể có bệnh lý ở thùy lưỡi.

## Các bất thường

### Nốt
Các nốt cản quang ở phổi thường bị gây ra bởi:
- Khối u: lành tính hoặc ác tính
- U hạt: Lao
- Nhiễm trùng: viêm phổi
- Bệnh lý mạch máu: nhồi máu phổi, trào ngược thực quản, u hạt Wegerner, viêm khớp dạng thấp

Các yếu tố giúp hỗ trợ chẩn đoán:
- Tốc độ phát triển:
- Thời gian nhân đôi nhỏ hơn 1 tháng: sarcoma/nhiễm trùng/nhồi máu/bệnh lý mạch máu
- Thời gian nhân đôi từ 6 đến 18 tháng: u lành tính/u hạt ác tính
- Thời gian nhân đôi nhỏ hơn 24 tháng: nốt lành tính
- Calci hóa
- Bờ
- Trơn
- Chia thùy
- Có nhân sáng
- Hình dạng
- Vị trí

Trường hợp nhiều nốt:
- Nhiễm trùng: lao, nấm, septic emboli
- Khối u: ví dụ, di căn, lymphoma, hamartoma
- sarcoidosis
- Viêm phế quản
- Bệnh tự miễn: e.g., bệnh u hạt Wegener, Viêm khớp dạng thấp
- viêm phổi hít

### Hang
Hang là cấu trúc có thành bao quanh. Chẩn đoán cần chú ý:
- Độ dày của thành
- Viền của thành
- Thay đổi xung quanh phổi

Nguyên nhân:
- Ung thư
- Nhồi máu (thường do nhồi máu phổi)
- Nhiễm trùng: ví dụ, Staphylococcus aureus, tuberculosis, vi khuẩn Gram âm  (đặc biệt là Klebsiella pneumoniae),vi khuẩn kỵ khí, nấm.
- U hạt Wegener.

### Bất thường màng phổi
Tràn dịch màng phổi là tình trạng có dịch xuất hiện trong khoang giữa thành ngực và phổi. Cần ít nhất 75ml dịch để làm mờ góc sườn hoành ở phim chụp nghiêng, và 200ml trên phim chụp thẳng.  Tràn dịch màng phổi thường thấy hình có hình thấu kính trên phim ngực thẳng nhưng với tràn dịch khu trú có thể tạo thành hình thoi (dịch tạo thành góc nhọn với thành ngực).
Dày màng phổi cũng có thể gây ra tù góc sườn hoành nhưng có thể phân biệt với dịch màng phổi bằng tính chất chúng tiến triển theo đường thẳng đứng và bám vào các xương sườn.

## Giả bệnh lý
Các dấu hiệu giả bệnh lý là các cấu trúc giải phẫu bình thường hoặc biến thể lành tính có thể gây nhầm lẫn là bệnh lý hoặc bất thường.

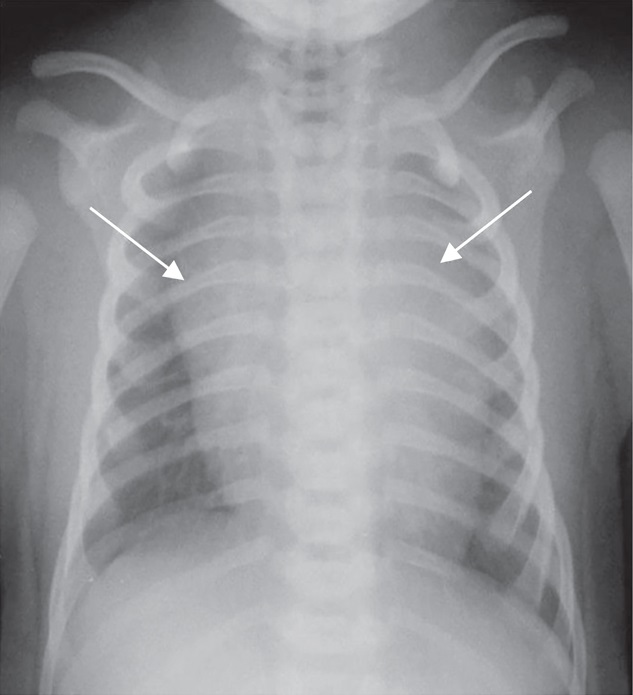
A prominent thymus, which can give the impression of a widened mediastinum.
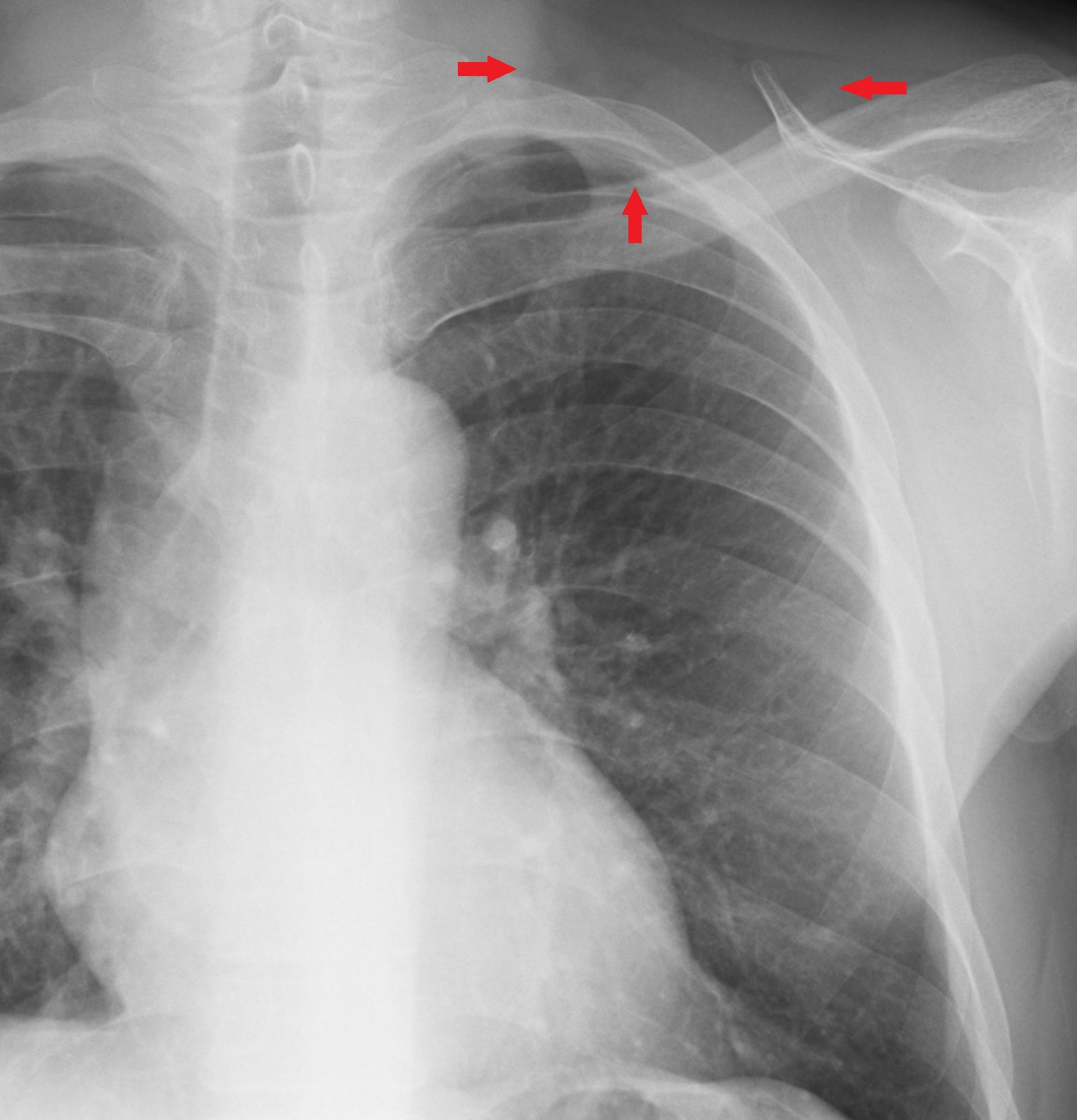
The inferior skin folds of the supraclavicular fossa may give the impression of a periosteal reaction of the clavicle

## Gallery

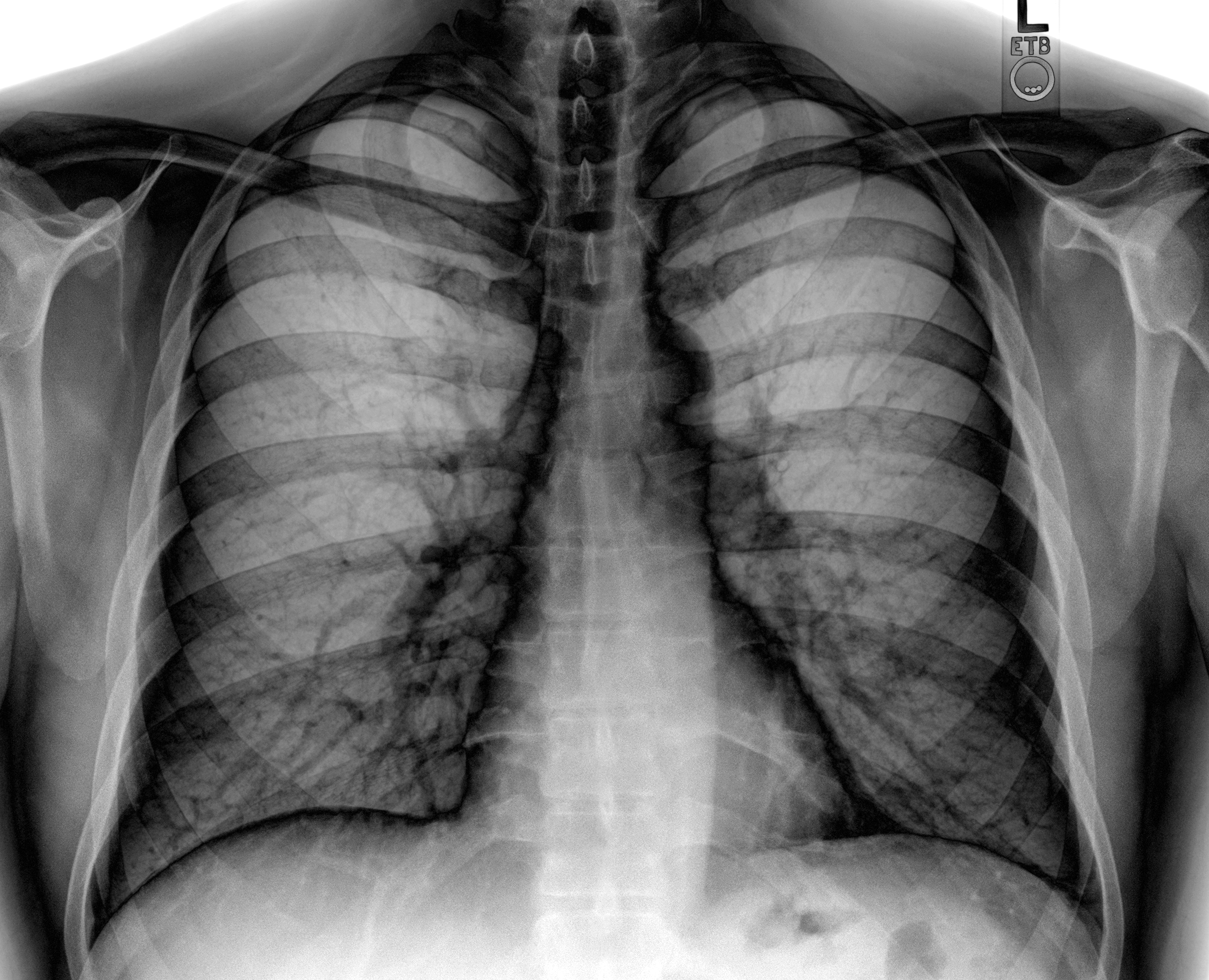
Chest X-ray PA inverted and enhanced.
Projectionally rendered CT scan, showing the transition of thoracic structures between the anteroposterior and lateral view.
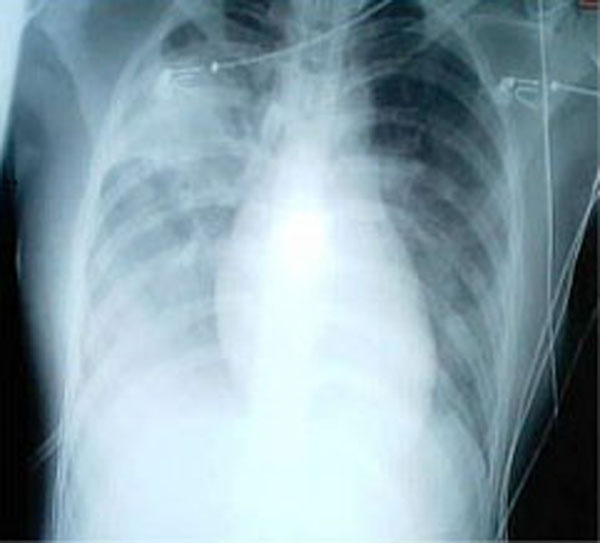
Chest film showing increased opacity in both lungs, indicative of pneumonia
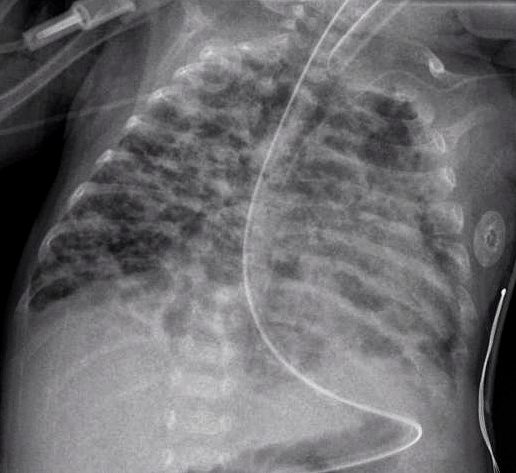
A chest radiograph showing bronchopulmonary dysplasia.
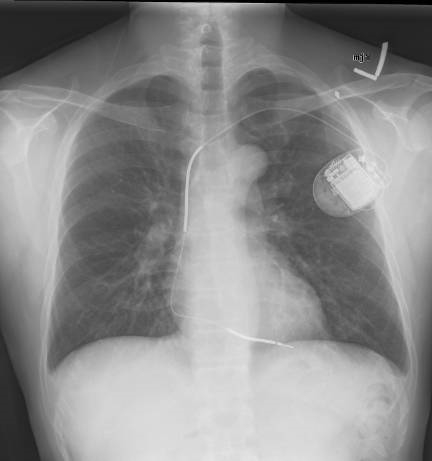
A chest film after insertion of an implantable cardioverter-defibrillator, showing the shock generator in the upper left chest and the electrical lead inside the right heart. Note both radio-opaque coils along the device lead.